# Oliver Woodliffe
Oliver Woodliffe (vor 1595–nach 1599) war ein englischer Theaterdirektor in der Regierungszeit von Königin Elisabeth I.

## Leben
Er mietete 1595 das Boar’s Head Inn mit seinem Partner Richard Samwell, einem auch als Theater genutzten Gasthof in Whitechapel, London, um es zu einem Amphitheater umzubauen. Die Queen Anne’s Men gastierten hier um 1600 für einige Jahre.

## Geschichte des Theaters
Boar’s Head eröffnete 1557 als Gasthof, ursprünglicher Besitzerin war die Witwe Poley. Der Unternehmer Oliver Woodliffe gestaltete den Innenhof der Gastwirtschaft 1599 um zu einem „Amphitheater“ mit überdeckten Galerien und einer teilweise überdachten Bühne, ähnlich dem Globe Theatre Shakespeares. Ab 1621 wurde es nicht mehr als Theater genutzt.
Außer dem Globe Theater war Boar’s Head eins der zwölf festen Theater Londons der damaligen Zeit.